# Namban-ji

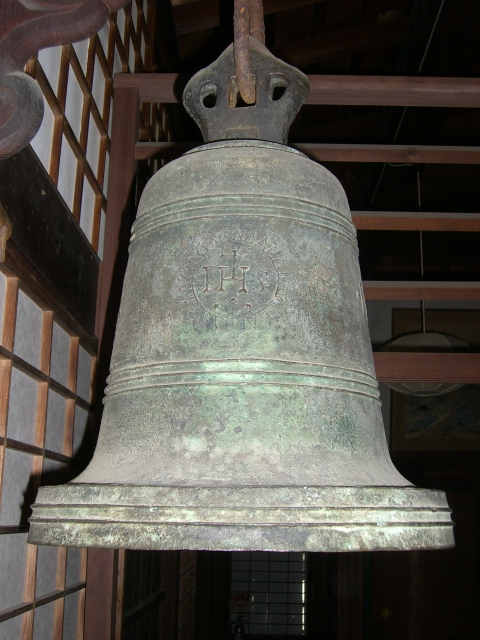
Glocke des Nanban-ji

Namban-ji (japanisch 南蠻寺) war der volkstümliche Name christlicher Gebetsstätten in Japan am Ende der Momoyama-Zeit. In erster Linie war damit die Gebetsstätte gemeint, die die Jesuiten in Kyōto errichteten.

## Geschichte
Die Jesuiten hatten schon im Jahr 1560 eine christliche Gemeinde in Kyōto gegründet, hatten aber im Zusammenhang mit dem unglücklichen Tod Ashikaga Yoshiterus die Stadt verlassen müssen. Der portugiesische Jesuit Luís Fróis kehrte 1568 nach Kyōto zurück und erhielt von Oda Nobunaga die Erlaubnis, in der Stadt zu predigen. Nobunaga soll nach japanischen Quellen der Gebetsstätte den Namen Eiroku-ji gegeben haben. Allgemein war sie aber als Namban-ji, „Tempel der südlichen Barbaren“, bekannt. 
Nach dem ersten Edikt Toyotomi Hideyoshis 1588 gegen die Christen im Lande wurde mit allen anderen Einrichtungen auch das Gebetshaus zerstört. Die Glocke des Tempels wurde zum Myōshin-ji gebracht, wo sie 300 Jahre lang aufbewahrt wurde. 1906 kam sie in das Nationalmuseum Tōkyō.
Der Namban-ji stand in Kyoto an der Ecke Shijō-bōmon Ubayagi-machi (四条坊門姥柳町). Das entspricht heute der Ecke Takoyakushi-dōri und Muromachi-dōri, wo sich auch ein Gedenkstein befindet. Er hat die Aufschrift „Hier in der Nähe – Spuren des Nanban-ji“ (此付近 南蛮寺跡, Kono fukin – Nambanji-seki).